# Ádám Lang
Ádám Lang (* 17. ledna 1993 Veszprém) je maďarský profesionální fotbalista, který hraje na pozici středního obránce za kyperský klub AC Omonia a za maďarský národní tým.
S týmem Győri ETO FC získal v sezóně 2012/13 titul v nejvyšší maďarské lize Nemzeti bajnokság I.

## Reprezentační kariéra
Ádám Lang nastupoval v maďarských mládežnických reprezentacích U18, U19 a U21.
V A-mužstvu Maďarska debutoval 22. 5. 2014 v přátelském zápase v Debrecenu proti reprezentaci Dánska (remíza 2:2).

S maďarským národním týmem slavil v listopadu 2015 postup z baráže na EURO 2016 ve Francii. Německý trenér maďarského národního týmu Bernd Storck jej zařadil do závěrečné 23členné nominace na EURO 2016 ve Francii. Maďaři se ziskem 5 bodů vyhráli základní skupinu F. V osmifinále proti Belgii se po porážce 0:4 rozloučili s turnajem.